# Petri fäng

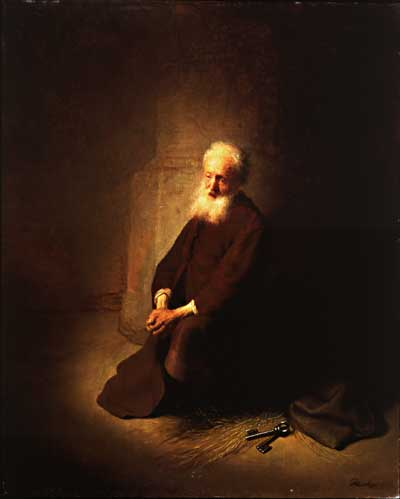
Petrus i fängelset. Målning av Rembrandt 1631.

Petrus i fängelse, Petri fäng eller Petri fängelse är en kyrklig festdag, som många ortodoxa kyrkor firar 16 januari, och som i romersk-katolska kyrkan har firats 1 augusti. Dagen högtidlighåller hur aposteln Petrus enligt Apostlagärningarnas tolfte kapitel befriades ur fängelset av en ängel. Petri fäng var en av den medeltida västkyrkans viktigaste festdagar. Den behöll sin ställning till tidigmodern tid, men tappade sedan i betydelse. Romersk-katolska kyrkans allmänna rit tog bort dagen ur kalendariet 1960. Ur Svenska kyrkans ordningar utgick den 1901.

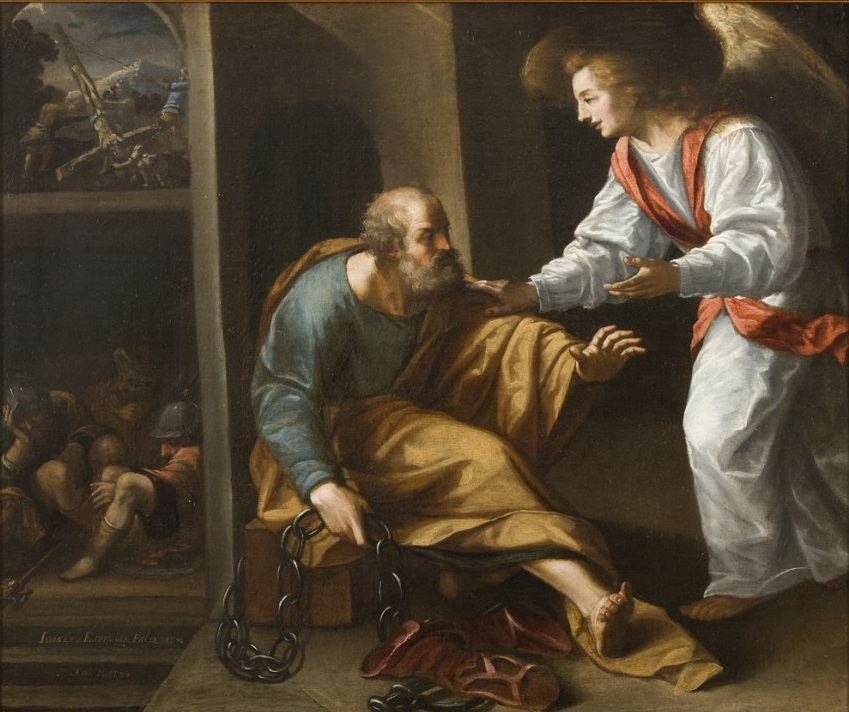
Aposteln Petrus befrias ur fängelset av en ängel. Målning av Juan Espinosa 1651.

På medeltidslatin hette dagen Petrus in vinculis, vilket i svensk folkmun blev till Petter vinkel eller Per vinkel. Enligt Bondepraktikan kunde man denna dag förutspå vädret, genom ramsan "Regnar det Petri fäng, blir det värre med regn". I Södermanland sade man "Regnar det Petri fäng, blir det söte i säa och mjölet blir dåligt".
På grund av dagens betydelse i kyrkoåret var Petrus i bojor ett vanligt motiv i äldre konst. Kyrkan San Pietro in Vincoli i Rom har en relik som uppges vara aposteln Petrus kvarlämnade kedjor.